# Route du Roi
Pour les articles homonymes, voir Route royale (homonymie).

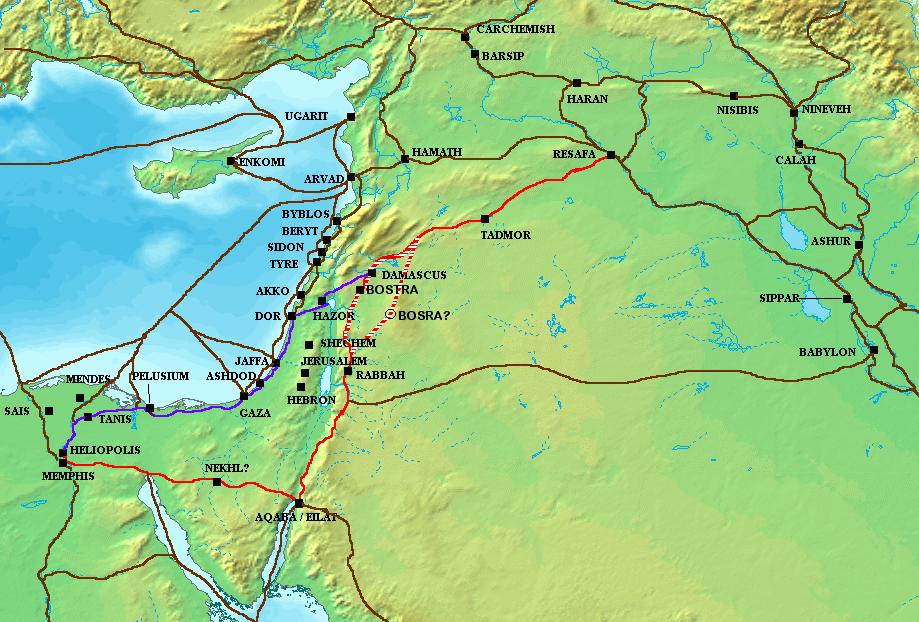
La route du roi en rouge et la via Maris en mauve parmi les routes commerciales du Proche-Orient ancien (avant notre ère)

La route du Roi (ou Route des Rois) est une ancienne route commerciale du Proche-Orient ancien. Elle commence à Héliopolis en Égypte, traverse la péninsule du Sinaï, puis le Néguev, remonte la Arabah et traverse les plateaux de Transjordanie ou elle s'appelle la route 35 sur plus de 400 kilomètres.

## Histoire
La Route des Rois est emprunté par les Hébreux pour rejoindre la terre promise.

## Itinéraire
En Jordanie, la route traverse les sites historiques de Gadara, Ajlun, Gerasa, Salt, Iraq al-Amir, Amman, Madaba, Mont Nébo, Al-Maghtas, Mukawir, Um er-Rasas, Al-Karak, Shobak, Pétra, Wadi Rum. La route traverse les sites naturels de Hammamat Ma’in, la réserve du wadi Mujib, la réserve de Dana. Le sentier de grande randonnée Jordan Trail inauguré en 2017 longe la route des Rois sur plus de 600 kilomètres.